# Natació als Jocs Olímpics d'estiu de 1900 - 200 metres lliures
Els 200 metres lliures masculins va ser una de les proves de natació que es van disputar als Jocs Olímpics de París de 1900. Aquesta va ser la prova més curta de les tres d'estil lliure que es van disputar. La competició tingué lloc entre l'11 i el 12 d'agost de 1900, amb la presència de 26 nedadors representants de 10 nacions.

## Medallistes
| Or             | Plata         | Bronze      |
| Frederick Lane | Zoltán Halmay | Karl Ruberl |

## Resultats

### Semifinals
La primera ronda de la competició consistí en les semifinals. El vencedor de cadascuna de les cinc semifinals passà a la final, així com els cinc millors temps de la resta de participants. Es disputaren l'11 d'agost.

#### Semifinal 1
| Posició | Nedador         | Temps    |
| ------- | --------------- | -------- |
| 1       | Otto Wahle      | 2' 35,6" |
| 2       | Robert Crawshaw | 2' 40,0" |
| 3       | Julius Frey     | 2' 50,4" |
| 4       | Erik Erickson   | 3' 05,8" |
| 5       | Bussetti        | 3' 35,0" |

#### Semifinal 2
| Posició | Nedador       | Temps    |
| ------- | ------------- | -------- |
| 1       | Zoltán Halmay | 2' 38,0" |
| 2       | Peter Kemp    | 2' 51,0" |
| 3       | Féret         | 3' 12,2" |
| 4       | Victor Cadet  | 3' 24,0" |

#### Semifinal 3
| Posició | Nedador          | Temps    |
| ------- | ---------------- | -------- |
| 1       | Frederick Lane   | 2' 59,0" |
| 2       | René Tartara     | 3' 13,0" |
| 3       | Victor Hochepied | 3' 46,6" |
| 4       | Texier           | 3' 47,0" |
| 5       | Peyrusson        | 3' 47,6" |
| 6       | Pujol            | DNF      |

DNF: no finalitza

#### Semifinal 4
| Posició | Nedador                 | Temps    |
| ------- | ----------------------- | -------- |
| 1       | Jules Clévenot          | 3' 05,0" |
| 2       | Herman Alexander de Bij | 3' 10,4" |
| 3       | Fred Hendschel          | 3' 42,0" |
| 4       | R. N. Forregger         | 4' 32,0" |
| 5       | Léauté                  | 4' 39,4" |

#### Semifinal 5
| Posició | Nedador           | Temps    |
| ------- | ----------------- | -------- |
| 1       | Karl Ruberl       | 2' 22,6" |
| 2       | F. Stapleton      | 2' 47,0" |
| 3       | Louis Martin      | 2' 47,4" |
| 4       | Maurice Hochepied | 2' 48,0" |
| 5       | Adam              | 4' 28,0" |
| 6       | Ronaux            | 4' 36,4" |

### Final
La final es disputà el 12 d'agost. Wahle no va prendre la sortida i Lane va guanyar fàcilment, amb més de sis segons per davant d'Halmay i Ruberl.
| Posició | Nedador           | Temps      |
| ------- | ----------------- | ---------- |
| Or      | Frederick Lane    | 2' 25,2"   |
| Plata   | Zoltán Halmay     | 2' 31,4"   |
| Bronze  | Karl Ruberl       | 2' 32,0"   |
| 4       | Robert Crawshaw   | 2' 45,6"   |
| 5       | Maurice Hochepied | 2' 53,0"   |
| 6       | F. Stapleton      | 2' 55,0"   |
| 7       | Jules Clévenot    | 2' 56,2"   |
| 8       | Julius Frey       | 2' 58,2"   |
| 9       | Louis Martin      | desconegut |
| —       | Otto Wahle        | DNS        |

DNS: no pren la sortida